# Soueast DX5
Soueast DX5 — компактный кроссовер, разработанный итальянской фирмой Pininfarina и производившийся китайскими компаниями Soueast с 2019 по 2023 год и Jetour для рынков СНГ с 2024 года.

## Описание

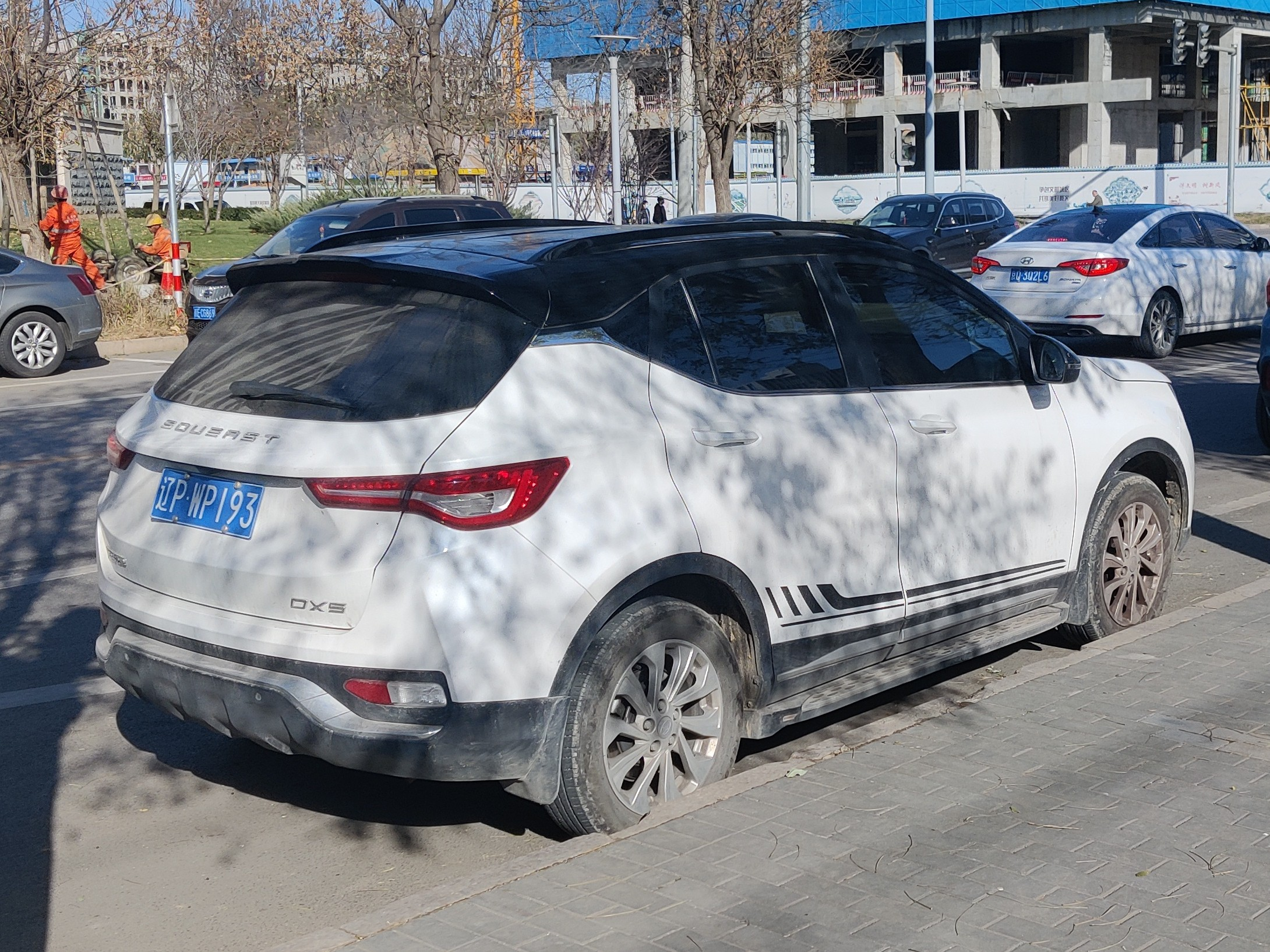
Вид сзади

Soueast DX5 был представлен в 2019 году в Чэнду. Он основан на той же платформе, что и DX3. В иерархии DX5 занимает промежуток между DX3 и DX7. Ценовой диапазон варьировался от 69900 до 99900 юаней.

## Технические характеристики
Soueast оснащался 1,5-литровым атмосферным двигателем мощностью 120 л. с. или же 1,5-литровым турбированным двигателем мощностью 156 л. с. Двигатели сочетались в паре с пятиступенчатой механической, шестиступенчатой автоматической или же с бесступенчатой трансмиссией, имитирующей 8 передач.